# 시부르
시부르(러시아어: ПАО «Сибур Холдинг», SIBUR)는 러시아의 석유화학 기업이다. 50,000명 이상의 직원을 고용하며 원료에서 제품으로 이어지는 고도의 수직계열화가 이루어져 있다.
시부르는 2,000가지 이상의 제품을 생산한다. 러시아의 APG 시장의 절반 이상, 프로필렌 시장의 22%, 폴리프로필렌 시장의 19%, 폴리에틸렌 시장의 16%, 합성고무 시장의 44%를 점유하며, 기타 러시아의 석유화학제품 시장에서도 큰 영향력을 가지고 있다.
2010년 12월, 가즈프롬은 시부르를 레오니트 미헬손에게 매각하기로 결정했으며 2011년 4월, 미헬손이 57.5%, 겐나디 팀첸코가 37.5%의 주식을 보유한 SIBUR Limited에 매각되었다.